# Gottfried Döring
Gottfried Döring (* 9. Mai 1801 in Pomehrendorf, Westpreußen; † 20. Juni 1869 in Elbing, Westpreußen) war ein deutscher Kantor in Elbing und Autor mehrerer Schriften zur Musikgeschichte.

## Leben
Sein Vater war Organist im Dorf Pomehrendorf bei Elbing. Mit dreizehn Jahren wurde Gottfried nach Elbing geschickt, um dort bei den Kantoren Brandt und Schönfeld Unterricht zu erhalten. Nach dem Tod des Vaters musste er sich auch um die jüngeren Geschwister kümmern. Gottfried Döring war Einjährig-Freiwilliger Soldat in Königsberg.
Er besuchte wahrscheinlich das Königliche Musik-Institut in Berlin, da er sich später als Schüler Carl Friedrich Zelters bezeichnete. Seit 1823 war er wieder in Elbing. 1826 wurde er Gesangslehrer am Gymnasium und 1828 Kantor an der St. Marienkirche in Elbing. 1841 wurde Döring zum Königlichen Musikdirektor ernannt.

## Schriften (Auswahl)
Gottfried Döring veröffentlichte einige Schriften und Artikel zur Musikgeschichte und -theorie, z. B. 
- Versuch einer Geschichte und Beschreibung der evangelischen Hauptkirche zu St. Marien in Elbing. Elbing 1846 (Digitalisat).
- Zur Geschichte der Musik in Preußen. 3 Lieferungen. Elbing 1852–1855
- Choralkunde in drei Büchern. Danzig 1865 (Digitalisat).
- Dreißig slawische geistliche Melodien aus dem 16. und 17. Jahrhundert, mit vierstimmigem Tonsatze versehen, Elbing 1868 (Digitalisat).